# Харумафудзи Кохэй
Харумафудзи Кохэй (яп. 日馬富士 公平 Харумафудзи Кохэй, в просторечии Харумафудзи (Солнечный Конь), настоящее имя Даваанямын Бямбадорж) — бывший монгольский борец профессионального сумо, ёкодзуна. Родился 14 апреля 1984 года в Улан-Баторе, в семье знаменитого борца национальной борьбы. Был одним из самых лёгких борцов макуути (вес порядка 125—135 кг). До конца 2008 года был известен как Ама (Спокойный Конь). Вместе с Аминисики и Тэрунофудзи принадлежал к Исегахама-бэя. Сикона составлена из иероглифов:
- 日 — Солнце
- 馬 — Конь, унаследован от прежней сиконы
- 富士 — Фудзи, унаследован от учителя, в прошлом ёкодзуна Асахифудзи

Харумафудзи удачно выступил на майском басё 2009 года. Победив Хакухо-Сё в дополнительном поединке, завоевал Императорский кубок со счётом 14-1. Следующие кубки были им завоёваны в июле 2011, а также в июле и сентябре 2012 года.
22 сентября 2012 года Харумафудзи одержал абсолютную победу на турнире Аки-Басё, завоевав второй Императорский кубок подряд, причём второй подряд с абсолютным результатом 15-0. По результатам турнира он получил высший титул — ёкодзуна. Он 70-й ёкодзуна в истории сумо и третий подряд ёкодзуна из Монголии. Однако уже в ноябре 2012 Харумафудзи выступил неудачно: проиграл 6 схваток, в том числе 5 подряд в конце турнира, за что подвергся критике со стороны комитета по выборам ёкодзун. Это первый случай в XXI веке, когда ёкодзуна проигрывает 5 поединков подряд.
В январе 2013 года Харумафудзи завоевал Кубок Императора в пятый раз, выиграв Хацу басё с абсолютным результатом дзэнсё (15-0). Победу в турнире одержал досрочно — за день до конца соревнования. Такой результат заслужил высокую оценку членов комитета по выборам ёкодзун, на этот раз не высказавших ни одного замечания.
Ушёл в отставку в ноябре 2017 года после скандала из-за нанесения им побоев другому борцу макуути Таканоиве Ёсимори.

## Стиль борьбы
Придерживался активной, наступательной манеры борьбы. Был универсален, пользовался захватами, бросковой и толчковой техниками. Критиковался за слишком активное использование боевых пощёчин («харитэ»). За карьеру побеждал 41 кимаритэ (победным приёмом). Чаще всего использовал такие приёмы как йорикири (силовое теснение за пределы дохё; 29,7 % всех побед), осидаси (выдавливание соперника с дохё с помощью толчков, пощёчин и удавок; 14,8 % побед) и уватэнаги (опрокидывание с захватом маваси поверх руки противника; 10 % побед).

## Скандал с дракой и отставка
26 октября 2017 года в баре в префектуре Тоттори, куда группа борцов приехала с показательными выступлениями, Харумафузди, решив, что Таканоива не проявляет к нему должного уважения, нанёс ему несколько ударов пивной бутылкой и кулаками, что вызвало сотрясение мозга и другие травмы. Таканоива был госпитализирован и снялся с ноябрьского басё. Его ояката (тренер) Таканохана Кодзи подал заявление в полицию. Члены комитета по делам ёкодзун заявили, что Харумафудзи заслуживает очень строгого наказания. 29 ноября Харумафудзи, признав свою ответственность за происшествие, объявил об отставке.

## Семья
Происходит из семьи с богатыми борцовскими традициями. Сын известного борца национального стиля. Женат, жена из Монголии. Имеет двух дочерей.

## Результаты с дебюта в макуути
| Год в сумо | Январь Хацу басё, Токио                        | Март Хару басё, Осака      | Май Нацу басё, Токио     | Июль Нагоя басё, Нагоя    | Сентябрь Аки басё, Токио                          | Ноябрь Кюсю басё, Фукуока           |
| --- | ---------------------------------------------- | -------------------------- | ------------------------ | ------------------------- | ------------------------------------------------- | ----------------------------------- |
| 2004 | x                                              | x                          | x                        | x                         | x                                                 | Маэгасира #14 запада 8–7            |
| 2005 | Маэгасира #13 востока 8–6–1                    | Маэгасира #11 запада 9–6 Т | Маэгасира #9 востока 8–7 | Маэгасира #8 востока 6–9  | Маэгасира #11 востока 9–6                         | Маэгасира #5 запада 7–8             |
| 2006 | Маэгасира #6 востока 9–6 ★                     | Маэгасира #2 востока 8–7 Т | Комусуби запада 4–11     | Маэгасира #4 востока 6–9  | Маэгасира #6 востока 11–4 Д                       | Маэгасира #1 востока 6–9            |
| 2007 | Маэгасира #4 востока 10–5                      | Комусуби востока 8–7       | Сэкивакэ запада 8–7      | Сэкивакэ запада 7–8       | Комусуби запада 10–5 В                            | Комусуби востока 10–5 В             |
| 2008 | Сэкивакэ запада 9–6 В                          | Сэкивакэ востока 8–7       | Сэкивакэ востока 9–6 Т   | Сэкивакэ востока 10–5 Т   | Сэкивакэ востока 12–3 В                           | Сэкивакэ востока 13–2–P Т           |
| 2009 | Одзэки востока 8–7                             | Одзэки запада 10–5         | Одзэки запада 14–1–P     | Одзэки востока 9–6        | Одзэки востока 9–6                                | Одзэки востока 9–6                  |
| 2010 | Одзэки запада 10–5                             | Одзэки востока 10–5        | Одзэки востока 9–6       | Одзэки запада 10–5        | Одзэки востока 8–7                                | Одзэки востока 0–4–11               |
| 2011 | Одзэки запада 8–7                              | Отмена басё 0–0–15         | Одзэки запада 10–5       | Одзэки запада 14–1        | Одзэки востока 8–7                                | Одзэки запада 8–7                   |
| 2012 | Одзэки запада 11–4                             | Одзэки запада 11–4         | Одзэки востока 8–7       | Одзэки запада 15–0        | Одзэки востока 15–0                               | Ёкодзуна запада 9–6                 |
| 2013 | Ёкодзуна запада 15–0                           | Ёкодзуна востока 9–6       | Ёкодзуна запада 11–4     | Ёкодзуна запада 10–5      | Ёкодзуна запада 10–5                              | Ёкодзуна запада 14–1                |
| 2014 | Ёкодзуна востока Пропустил из-за травмы 0–0–15 | Ёкодзуна запада 12–3       | Ёкодзуна запада 11–4     | Ёкодзуна запада 10–5      | Ёкодзуна востока 3–2–10                           | Ёкодзуна востока 11–4               |
| 2015 | Ёкодзуна #2 востока 11–4                       | Ёкодзуна #1 запада 10–5    | Ёкодзуна #1 запада 11–4  | Ёкодзуна #1 запада 1–1–13 | Ёкодзуна #2 востока Пропустил из-за травмы 0–0–15 | Ёкодзуна #2 востока 13–2            |
| 2016 | Ёкодзуна #1 востока 12–3                       | Ёкодзуна #1 востока 9–6    | Ёкодзуна #2 востока 10–5 | Ёкодзуна #2 востока 13–2  | Ёкодзуна #1 востока 12–3                          | Ёкодзуна #1 востока 11–4            |
| 2017 | Ёкодзуна #1 запада 4–3–8                       | Ёкодзуна #2 востока 10–5   | Ёкодзуна #2 востока 11–4 | Ёкодзуна #1 запада 11–4   | Ёкодзуна #1 запада 11–4–P                         | Ёкодзуна #1 востока Отставка 0–3–12 |
| Результат приведен как победил-проиграл-снялся Победа Малый кубок Отставка Не выступал в макуути Специальные призы: Д=За боевой дух (Канто-сё); В=За выдающееся выступление (Сюкун-сё); Т=За техническое совершество (Гино-сё) Ещё показаны: ★=Кимбоси; P=Участие в дополнительном финале Лиги: Макуути — Дзюрё — Макусита — Сандаммэ — Дзёнидан — Дзёнокути Ранги макуути: Ёкодзуна — Одзэки — Сэкивакэ — Комусуби — Маэгасира |                                                |                            |                          |                           |                                                   |                                     |